# Резчиков, Владимир Иванович
Резчиков Владимир Иванович (15 февраля 1928, Алатырь, Чувашская АССР, РСФСР — 30 марта 2011, Калининград, Российская Федерация) — советский и российский художник-баталист, график, иллюстратор книг. Заслуженный художник Российской Федерации (2002).
С 1965 года — член Союза художников СССР, с 1992 — Союза художников России.

## Биография
Окончил Алатырское железнодорожное училище № 1. Работал на Алатырском паровозоремонтном заводе (1941-45), художником на артиллерийском заводе, одновременно в железнодорожном клубе. С 1947 по 1957 годы служил в Сталинской авиации и в тот же период участвовал в выставках самодеятельных художников в городах Ульяновск и Калининград. С 1951 жил и работал в Калининграде.
С 1957 художник Художественного фонда РСФСР в г. Калининград и в Калининградском книжном издательстве. Член Союза художников СССР (1957)
Участник выставок за рубежом (Польша). Основная тема произведений — образы героев Гражданской и Великой Отечественной войн, батальные сцены. Произведения хранятся в музеях Калининграда.
В свое время художник получил задание — создать для ПТУ № 6 города Гусева Калининградской области картиной. Художник подготовил портрет адмирала Макарова. В 2016 году директор Политеха (бывший ПТУ № 6) Е. Канаева передала работу В. Резчикова в дар Художественной галерее.
С 1965 года — член Союза художников СССР, с 1992 — Союза художников России
Акварели: пейзажные этюды, уличные сценки, уголки города. Создает плакат, опубликованный в газете «Калининградская правда»: «Всю-то я Вселенную проехал»: улыбающийся Юрий Гагарин изображен с гармошкой на фоне земного шара.

## Личная жизнь, семья
Отец — священнослужитель тоже рисовал.
Четверо его сыновей стали художниками
- Владислав Владимирович (1953) окончил Академию художеств.
- Игорь Владимирович (1955 г р)
- Анатолий Владимирович (1962 г.р.)
- Владимир Владимирович (1968 г. р.)

По стопам Владимира Ивановича пошли  и его  внучки Виктория Игоревна и Анна Владимировна. Юлия и Александра проживают в Калининграде 
Имеются правнуки Артем и Эрик.
Вся творческая жизнь художника связана с Калининградом.

## Работы
- Скульптуры «К. Ворошилов на коне», «И. В. Сталин» (1949), «В бессмертие» (1961),
- адмирала С. О. Макарова (ранее в фондах ГПТУ № 6 города Гусева), серия портретов Героев Советского Союза, маршалов Советского Союза А. М. Василевского, Г. К. Жукова, И. В. Сталина, триптих «Космонавт А. А. Леонов», «Герой Гражданской войны Олеко Дундич»,
- «Штурм Кёнигсберга», «Кёнигсберг взят», «Парад Победы 24 июня 1945», «Сдались. Кенигсберг. 1945 год» (1970-е) и др.
- картина «Похоронка», «Прогулка» (1995), «Дева с зелёной планеты» (1997), «Охота» (1998); «Зимний сад» (1963).
- Иллюстратор до 20 книг:
  - Васюкова Г. Г. С Маринкой не играю. — Калининград: Калининградское книжное издательство, 1971
  - Русские богатыри. Пересказ И. Карнауховой. Худ. В. Резчиков. — Калининград: Калининградское книжное издательство. 1975 г.
  - Солнце над морем. // 1964 год, Сборник рассказов. Иллюстрации художников В. Резчикова и С. Панкратова
  - Валентин Ерашов. Июнь — май / 1963 год, Иллюстрации В. Резчикова
  - Парус. Сборник для юношества / 1963 год, Художники В.Резчиков, С.Панкратов, В.Емец, И.Липовецкая, Ю.Синчилин.
  - Русские богатыри. Былины / 1978 год, Иллюстрация на обложке и внутренние иллюстрации В. Резчикова.
  - Сергей Снегов. Вариант Пинегина / 1961 год, Иллюстрации Г. П. Буров, В. Резчиков
  - С. Бутовская. Город в огне / 1961 год, Иллюстрация на обложке и титульном листе В. Резчикова.
  - Роман Сеф. Золотая шашка / 1966 год, Иллюстрация на обложке и внутренние иллюстрации В. Резчикова.
  - Марк Баринов. Вилла «Эдит»
  - Красные дьяволята, вышедшие в свет в Калининградском книжном издательстве.

Произведения находятся в собраниях Калининградской художественной галереи, Калининградского областного историко-художественного музея.

## Участие в выставках
- 1954 — Первая Всесоюзная выставка художественного творчества рабочих и служащих (Москва);
- 1959 — 6-я областная выставка (Калининград);
- 1961 — Выставка произведений калининградских художников (Ольштын, Польша);
- 1963 — Молодёжная выставка (Калининград);
- 1963 — 7-я областная выставка (Калининград);
- 1963 — 2-я выставка «Художники Советской Прибалтики — Советской Армии» (Рига, Латвия);
- 1965 — 8-я областная выставка (Калининград);
- 1965 — 9-я областная выставка произведений калининградских художников (Калининград);
- 1965 — 5-я групповая выставка (Калининград);
- 1967 — 10-я областная выставка, посвященная 50-летию Великого Октября (Калининград);
- 1968 — Выставка произведений калининградских художников (Ольштын, Польша);
- 1969 — 2-я зональная выставка «В едином строю» (Москва);
- 1969 — 3-я зональная выставка «Центр — северные области» (Смоленск);
- 1970 — 11-я областная выставка к 100-летию со дня рождения В. И. Ленина (Калининград);
- 1973 — Выставка произведений калининградских художников (Ольштын, Польша);
- 1975 — Межреспубликанская выставка изобразительного искусства «30 лет Великой Победы» (Рига, Вильнюс, Талинн);
- 1976 — Выставка изобразительного искусства «Художники Калининграда» (Калининград);
- 1979 — ещё одна Выставка изобразительного искусства «Художники Калининграда» (Калининград);
- 1998 — Персональная выставка в связи с 70-летием «А мне ещё семнадцать лет» (Калининградский областной историко-художественный музей).

## Награды
- Медаль «За доблестный труд в Великой Отечественной войне 1941—1945 гг.» (1946)
- Медаль «30 лет Советской Армии и Флота» (1948)
- Медаль «Ветеран труда» (1984)
- орден Отечественной войны 2-й степени (1985)
- Заслуженный художник Российской Федерации (2002)
- юбилейные медали к 20, 30, 40, 50, 60-летию Победы в Великой Отечественной войне